# Valentin-Rică Cioromelea
Valentin-Rica Cioromelea (n. 20 septembrie 1961, Niculițel, România) este un senator român, ales în 2020 din partea AUR. 